# BSND
BSND (англ. Barttin CLCNK type accessory beta subunit) – білок, який кодується однойменним геном, розташованим у людей на короткому плечі 1-ї хромосоми.  Довжина поліпептидного ланцюга білка становить 320 амінокислот, а молекулярна маса — 35 197.
| 10         |  | 20         |  | 30         |  | 40         |  | 50         |
| ---------- |  | ---------- |  | ---------- |  | ---------- |  | ---------- |
| MADEKTFRIG |  | FIVLGLFLLA |  | LGTFLMSHDR |  | PQVYGTFYAM |  | GSVMVIGGII |
| WSMCQCYPKI |  | TFVPADSDFQ |  | GILSPKAMGL |  | LENGLAAEMK |  | SPSPQPPYVR |
| LWEEAAYDQS |  | LPDFSHIQMK |  | VMSYSEDHRS |  | LLAPEMGQPK |  | LGTSDGGEGG |
| PGDVQAWMEA |  | AVVIHKGSDE |  | SEGERRLTQS |  | WPGPLACPQG |  | PAPLASFQDD |
| LDMDSSEGSS |  | PNASPHDREE |  | ACSPQQEPQG |  | CRCPLDRFQD |  | FALIDAPTLE |
| DEPQEGQQWE |  | IALPNNWQRY |  | PRTKVEEKEA |  | SDTGGEEPEK |  | EEEDLYYGLP |
| DGAGDLLPDK |  | ELGFEPDTQG |  |            |  |            |  |            |

A: Аланін

C: Цистеїн

D: Аспарагінова кислота

E: Глутамінова кислота

F: Фенілаланін

G: Гліцин

H: Гістидин

I: Ізолейцин

K: Лізин

L: Лейцин

M: Метіонін

N: Аспарагін

P: Пролін

Q: Глутамін

R: Аргінін

S: Серин

T: Треонін

V: Валін

W: Триптофан

Кодований геном білок за функцією належить до фосфопротеїнів. 
Задіяний у такому біологічному процесі як поліморфізм. 
Локалізований у клітинній мембрані, цитоплазмі, мембрані.